# Юнацька збірна Таїланду з футболу (U-17)
Юнацька збірна Таїланду з футболу (U-17) — національна футбольна збірна Таїланду, що складається із гравців віком до 17 років. Керівництво командою здійснює Футбольна асоціація Таїланду.
Головним континентальним турніром для команди є Юнацький кубок Азії, який з 2008 року розігрується серед команд з віковим обмеженням до 16 років і успішний виступ на якому дозволяє отримати путівку на Чемпіонат світу (U-17). Також може брати участь у товариських і регіональних змаганнях, зокрема у Юнацькому чемпіонаті АФФ з футболу (U-16), юнацькій першості серед країн, що входять до Федерації футболу АСЕАН.
Протягом 1980-х років брала участь у відбіркових турнірах на світову першість у форматі U-16.

## Виступи на міжнародних турнірах

### Юнацький чемпіонат світу (U-17)
| Юнацький чемпіонат світу | Юнацький чемпіонат світу | Юнацький чемпіонат світу | Юнацький чемпіонат світу | Юнацький чемпіонат світу | Юнацький чемпіонат світу | Юнацький чемпіонат світу | Юнацький чемпіонат світу | Юнацький чемпіонат світу | Юнацький чемпіонат світу |
| Рік                      | Країна-господар          | Результат                | Місце                    | І                        | В                        | Н*                       | П                        | Г+                       | Г-                       |
| ------------------------ | ------------------------ | ------------------------ | ------------------------ | ------------------------ | ------------------------ | ------------------------ | ------------------------ | ------------------------ | ------------------------ |
| 1985                     | КНР                      | не кваліфікувалася       | не кваліфікувалася       | не кваліфікувалася       | не кваліфікувалася       | не кваліфікувалася       | не кваліфікувалася       | не кваліфікувалася       | не кваліфікувалася       |
| 1987                     | Канада                   | не кваліфікувалася       | не кваліфікувалася       | не кваліфікувалася       | не кваліфікувалася       | не кваліфікувалася       | не кваліфікувалася       | не кваліфікувалася       | не кваліфікувалася       |
| 1989                     | Шотландія                | не кваліфікувалася       | не кваліфікувалася       | не кваліфікувалася       | не кваліфікувалася       | не кваліфікувалася       | не кваліфікувалася       | не кваліфікувалася       | не кваліфікувалася       |
| 1991                     | Італія                   | не кваліфікувалася       | не кваліфікувалася       | не кваліфікувалася       | не кваліфікувалася       | не кваліфікувалася       | не кваліфікувалася       | не кваліфікувалася       | не кваліфікувалася       |
| 1993                     | Японія                   | не кваліфікувалася       | не кваліфікувалася       | не кваліфікувалася       | не кваліфікувалася       | не кваліфікувалася       | не кваліфікувалася       | не кваліфікувалася       | не кваліфікувалася       |
| 1995                     | Еквадор                  | не кваліфікувалася       | не кваліфікувалася       | не кваліфікувалася       | не кваліфікувалася       | не кваліфікувалася       | не кваліфікувалася       | не кваліфікувалася       | не кваліфікувалася       |
| 1997                     | Єгипет                   | перший раунд             | 14-е                     | 3                        | 0                        | 0                        | 3                        | 4                        | 12                       |
| 1999                     | Нова Зеландія            | перший раунд             | 16-е                     | 3                        | 0                        | 0                        | 3                        | 1                        | 17                       |
| 2001                     | Тринідад і Тобаго        | не кваліфікувалася       | не кваліфікувалася       | не кваліфікувалася       | не кваліфікувалася       | не кваліфікувалася       | не кваліфікувалася       | не кваліфікувалася       | не кваліфікувалася       |
| 2003                     | Фінляндія                | відмовилися від участі   | відмовилися від участі   | відмовилися від участі   | відмовилися від участі   | відмовилися від участі   | відмовилися від участі   | відмовилися від участі   | відмовилися від участі   |
| 2005                     | Перу                     | не кваліфікувалася       | не кваліфікувалася       | не кваліфікувалася       | не кваліфікувалася       | не кваліфікувалася       | не кваліфікувалася       | не кваліфікувалася       | не кваліфікувалася       |
| 2007                     | Південна Корея           | не кваліфікувалася       | не кваліфікувалася       | не кваліфікувалася       | не кваліфікувалася       | не кваліфікувалася       | не кваліфікувалася       | не кваліфікувалася       | не кваліфікувалася       |
| 2009                     | Нігерія                  | не кваліфікувалася       | не кваліфікувалася       | не кваліфікувалася       | не кваліфікувалася       | не кваліфікувалася       | не кваліфікувалася       | не кваліфікувалася       | не кваліфікувалася       |
| 2011                     | Мексика                  | не кваліфікувалася       | не кваліфікувалася       | не кваліфікувалася       | не кваліфікувалася       | не кваліфікувалася       | не кваліфікувалася       | не кваліфікувалася       | не кваліфікувалася       |
| 2013                     | ОАЕ                      | не кваліфікувалася       | не кваліфікувалася       | не кваліфікувалася       | не кваліфікувалася       | не кваліфікувалася       | не кваліфікувалася       | не кваліфікувалася       | не кваліфікувалася       |
| 2015                     | Чилі                     | не кваліфікувалася       | не кваліфікувалася       | не кваліфікувалася       | не кваліфікувалася       | не кваліфікувалася       | не кваліфікувалася       | не кваліфікувалася       | не кваліфікувалася       |
| 2017                     | Індія                    | не кваліфікувалася       | не кваліфікувалася       | не кваліфікувалася       | не кваліфікувалася       | не кваліфікувалася       | не кваліфікувалася       | не кваліфікувалася       | не кваліфікувалася       |
| 2019                     | Бразилія                 | не кваліфікувалася       | не кваліфікувалася       | не кваліфікувалася       | не кваліфікувалася       | не кваліфікувалася       | не кваліфікувалася       | не кваліфікувалася       | не кваліфікувалася       |
| 2021                     | Перу                     | не кваліфікувалася       | не кваліфікувалася       | не кваліфікувалася       | не кваліфікувалася       | не кваліфікувалася       | не кваліфікувалася       | не кваліфікувалася       | не кваліфікувалася       |
| Усього                   | Усього                   | 2/18                     | 14-е                     | 6                        | 0                        | 0                        | 6                        | 5                        | 29                       |

### Юнацький кубок Азії з футболу
| Юнацький кубок Азії | Юнацький кубок Азії | Юнацький кубок Азії    | Юнацький кубок Азії      | Юнацький кубок Азії    | Юнацький кубок Азії    | Юнацький кубок Азії    | Юнацький кубок Азії    | Юнацький кубок Азії    | Юнацький кубок Азії    |                             | Кваліфікації record         | Кваліфікації record         | Кваліфікації record         | Кваліфікації record         | Кваліфікації record         | Кваліфікації record |
| Рік                 | Країна-господар     | Результат              | Місце                    | І                      | В                      | Н                      | П                      | Г+                     | Г-                     |                             | І                           | В                           | Н                           | П                           | Г+                          | Г-                  |
| ------------------- | ------------------- | ---------------------- | ------------------------ | ---------------------- | ---------------------- | ---------------------- | ---------------------- | ---------------------- | ---------------------- | --------------------------- | --------------------------- | --------------------------- | --------------------------- | --------------------------- | --------------------------- | ------------------- |
| 1985                | Катар               | четверте місце         | 4-е                      | 5                      | 1                      | 2                      | 2                      | 3                      | 4                      | 4                           | 4                           | 0                           | 0                           | 19                          | 0                           |                     |
| 1986                | Катар               | не кваліфікувалася     | не кваліфікувалася       | не кваліфікувалася     | не кваліфікувалася     | не кваліфікувалася     | не кваліфікувалася     | не кваліфікувалася     | не кваліфікувалася     | N/A                         | N/A                         | N/A                         | N/A                         | N/A                         | N/A                         |                     |
| 1988                | Таїланд             | груповий етап          | 7-е                      | 4                      | 1                      | 1                      | 2                      | 4                      | 5                      | кваліфікувалася як господар | кваліфікувалася як господар | кваліфікувалася як господар | кваліфікувалася як господар | кваліфікувалася як господар | кваліфікувалася як господар |                     |
| 1990                | ОАЕ                 | не кваліфікувалася     | не кваліфікувалася       | не кваліфікувалася     | не кваліфікувалася     | не кваліфікувалася     | не кваліфікувалася     | не кваліфікувалася     | не кваліфікувалася     | N/A                         | N/A                         | N/A                         | N/A                         | N/A                         | N/A                         |                     |
| 1992                | Саудівська Аравія   | груповий етап          | 6-е                      | 3                      | 1                      | 0                      | 2                      | 3                      | 5                      | 3                           | 3                           | 0                           | 0                           | 21                          | 0                           |                     |
| 1994                | Катар               | не кваліфікувалася     | не кваліфікувалася       | не кваліфікувалася     | не кваліфікувалася     | не кваліфікувалася     | не кваліфікувалася     | не кваліфікувалася     | не кваліфікувалася     | N/A                         | N/A                         | N/A                         | N/A                         | N/A                         | N/A                         |                     |
| 1996                | Таїланд             | віце-чемпіон           | 2-е                      | 6                      | 4                      | 1                      | 1                      | 16                     | 4                      | кваліфікувалася як господар | кваліфікувалася як господар | кваліфікувалася як господар | кваліфікувалася як господар | кваліфікувалася як господар | кваліфікувалася як господар |                     |
| 1998                | Катар               | переможець             | 1-е                      | 6                      | 3                      | 2                      | 1                      | 13                     | 7                      | 3                           | 3                           | 0                           | 0                           | 25                          | 0                           |                     |
| 2000                | В'єтнам             | груповий етап          | 8-е                      | 4                      | 1                      | 0                      | 3                      | 4                      | 9                      | 3                           | 3                           | 0                           | 0                           | 13                          | 0                           |                     |
| 2002                | ОАЕ                 | відмовилися від участі | відмовилися від участі   | відмовилися від участі | відмовилися від участі | відмовилися від участі | відмовилися від участі | відмовилися від участі | відмовилися від участі | відмовилися від участі      | відмовилися від участі      | відмовилися від участі      | відмовилися від участі      | відмовилися від участі      | відмовилися від участі      |                     |
| 2004                | Японія              | груповий етап          | 11-е                     | 3                      | 1                      | 0                      | 2                      | 4                      | 7                      | 2                           | 2                           | 0                           | 0                           | 7                           | 1                           |                     |
| 2006                | Сінгапур            | не кваліфікувалася     | не кваліфікувалася       | не кваліфікувалася     | не кваліфікувалася     | не кваліфікувалася     | не кваліфікувалася     | не кваліфікувалася     | не кваліфікувалася     | 3                           | 1                           | 1                           | 1                           | 11                          | 2                           |                     |
| 2008                | Узбекистан          | не кваліфікувалася     | не кваліфікувалася       | не кваліфікувалася     | не кваліфікувалася     | не кваліфікувалася     | не кваліфікувалася     | не кваліфікувалася     | не кваліфікувалася     | 4                           | 2                           | 0                           | 2                           | 15                          | 7                           |                     |
| 2010                | Узбекистан          | не кваліфікувалася     | не кваліфікувалася       | не кваліфікувалася     | не кваліфікувалася     | не кваліфікувалася     | не кваліфікувалася     | не кваліфікувалася     | не кваліфікувалася     | 5                           | 2                           | 2                           | 1                           | 13                          | 4                           |                     |
| 2012                | Іран                | груповий етап          | 16-е                     | 3                      | 0                      | 0                      | 3                      | 2                      | 7                      | 5                           | 5                           | 0                           | 0                           | 28                          | 6                           |                     |
| 2014                | Таїланд             | груповий етап          | 10-е                     | 3                      | 1                      | 0                      | 2                      | 1                      | 3                      | кваліфікувалася як господар | кваліфікувалася як господар | кваліфікувалася як господар | кваліфікувалася як господар | кваліфікувалася як господар | кваліфікувалася як господар |                     |
| 2016                | Індія               | груповий етап          | 14-е                     | 3                      | 0                      | 1                      | 2                      | 5                      | 10                     | 3                           | 2                           | 0                           | 1                           | 6                           | 2                           |                     |
| 2018                | Малайзія            | груповий етап          | 11-е                     | 3                      | 1                      | 0                      | 2                      | 7                      | 9                      | 4                           | 3                           | 0                           | 1                           | 18                          | 2                           |                     |
| 2020                | Бахрейн             | не кваліфікувалася     | не кваліфікувалася       | не кваліфікувалася     | не кваліфікувалася     | не кваліфікувалася     | не кваліфікувалася     | не кваліфікувалася     | не кваліфікувалася     | 3                           | 2                           | 0                           | 1                           | 10                          | 2                           |                     |
| Усього              | Усього              | 11/19                  | Найкращий результат: 1-е | 43                     | 14                     | 7                      | 22                     | 62                     | 70                     |                             | 42                          | 32                          | 3                           | 7                           | 186                         | 26                  |

### Юнацький чемпіонат АФФ
| Юнацький чемпіонат АФФ U-16 | Юнацький чемпіонат АФФ U-16 | Юнацький чемпіонат АФФ U-16 | Юнацький чемпіонат АФФ U-16 | Юнацький чемпіонат АФФ U-16 | Юнацький чемпіонат АФФ U-16 | Юнацький чемпіонат АФФ U-16 | Юнацький чемпіонат АФФ U-16 | Юнацький чемпіонат АФФ U-16 | Юнацький чемпіонат АФФ U-16 |
| Рік                         | Країна-господар             | Результат                   | Місце                       | І                           | В                           | Н                           | П                           | Г+                          | Г-                          |
| --------------------------- | --------------------------- | --------------------------- | --------------------------- | --------------------------- | --------------------------- | --------------------------- | --------------------------- | --------------------------- | --------------------------- |
| 2002                        | Індонезія Малайзія          | груповий етап               | 5-е                         | 4                           | 1                           | 2                           | 1                           | 13                          | 6                           |
| 2005                        | Таїланд                     | віце-чемпіон                | 2-е                         | 4                           | 3                           | 0                           | 1                           | 12                          | 9                           |
| 2006                        | В'єтнам                     | відмовилися від участі      | відмовилися від участі      | відмовилися від участі      | відмовилися від участі      | відмовилися від участі      | відмовилися від участі      | відмовилися від участі      | відмовилися від участі      |
| 2007                        | Камбоджа                    | переможець                  | 1-е                         | 6                           | 5                           | 0                           | 1                           | 15                          | 7                           |
| 2008                        | Індонезія                   | відмовилися від участі      | відмовилися від участі      | відмовилися від участі      | відмовилися від участі      | відмовилися від участі      | відмовилися від участі      | відмовилися від участі      | відмовилися від участі      |
| 2009                        | Таїланд                     | скасовано                   | скасовано                   | скасовано                   | скасовано                   | скасовано                   | скасовано                   | скасовано                   | скасовано                   |
| 2010                        | Індонезія                   | відмовилися від участі      | відмовилися від участі      | відмовилися від участі      | відмовилися від участі      | відмовилися від участі      | відмовилися від участі      | відмовилися від участі      | відмовилися від участі      |
| 2011                        | Лаос                        | переможець                  | 1-е                         | 6                           | 4                           | 2                           | 0                           | 14                          | 4                           |
| 2012                        | Лаос                        | четверте місце              | 4-е                         | 4                           | 0                           | 0                           | 4                           | 2                           | 11                          |
| 2013                        | М'янма                      | відмовилися від участі      | відмовилися від участі      | відмовилися від участі      | відмовилися від участі      | відмовилися від участі      | відмовилися від участі      | відмовилися від участі      | відмовилися від участі      |
| 2014                        | Індонезія                   | скасовано                   | скасовано                   | скасовано                   | скасовано                   | скасовано                   | скасовано                   | скасовано                   | скасовано                   |
| 2015                        | Камбоджа                    | переможець                  | 1-е                         | 7                           | 6                           | 0                           | 1                           | 16                          | 4                           |
| 2016                        | Камбоджа                    | третє місце                 | 3-є                         | 6                           | 5                           | 1                           | 0                           | 18                          | 3                           |
| 2017                        | Таїланд                     | віце-чемпіон                | 2-е                         | 7                           | 6                           | 1                           | 0                           | 9                           | 2                           |
| 2018                        | Індонезія                   | віце-чемпіон                | 2-е                         | 6                           | 4                           | 2                           | 0                           | 14                          | 3                           |
| 2019                        | Таїланд                     | віце-чемпіон                | 2-е                         | 7                           | 4                           | 2                           | 1                           | 18                          | 6                           |
| Усього                      | Усього                      | 10/13                       | Найкращий результат: 1-е    | 57                          | 38                          | 10                          | 9                           | 131                         | 55                          |